# Beatmania CORE REMIX
Beatmania CORE REMIX es un videojuego musical derivado de la serie beatmania. Fue desarrollado por Bemani y se estrenó en noviembre de 2000. A diferencia de otras entregas, esta se compone principalmente de remezclas basadas en canciones de las dos primeras entregas de la serie: beatmania y beatmania 2ndMIX. Las canciones que hicieron aparición en beatmania ClubMIX fueron eliminadas para esta entrega. Posee un total de 42 canciones, incluyendo antiguas originales.
Mientras que los remixes están marcadas como "NEW!", las canciones originales están denominadas como "CLASSIC". Los títulos de las mismas están visualizadas en ilustraciones de baja resolución y en escala de grises coloreado de acuerdo al tipo de canción o tipo de nivel de dificultad: Las canciones NEW! son de color blanco,  las que son "ANOTHER" están de color rojo,  y los marcados como CLASSIC están coloreados de marrón. Es la última entrega derivada en la serie de beatmania.

## Modos de juego
- Normal: Es el modo fácil del juego. Ideal para principiantes. Cuatro canciones por ronda.
- Hard: Siendo el modo avanzado, el nivel de dificultad "Another" está disponible, el cual se puede activar y desactivar pulsando ambos botones negros. Los niveles son más difíciles, los cuales pueden llegar a nivel 7. Con el modo Another, la dificultad puede llegar hasta 9. Disponible cuatro canciones por ronda.
- Expert: Consiste en seleccionar courses compuestas de cinco canciones. El objetivo es completar el course con la barra mínimamente llena.

## IIDX Double
Esta nueva modalidad se consigue presionando el botón de efectos presionando el botón blanco de en medio y seleccionando la opción "IIDX Double". A diferencia del modificador Double, las pistas de notas se juntan en el centro, y las animaciones de vídeo se dividen en dos rectángulos que se posicionan en los costados, similar a la interfaz de juego de pop'n music. Sin embargo, esta opción solo cuenta con dos etapas por ronda.

## Lista de canciones
La siguiente tabla muestra las nuevas canciones introducidas en el juego:
| Nombre                                 | Género                | Remezclado por                                                                                 | BPM                   |                       |                       |
| Canciones remezcladas                  | Canciones remezcladas | Canciones remezcladas                                                                          | Canciones remezcladas | Canciones remezcladas | Canciones remezcladas |
| -------------------------------------- | --------------------- | ---------------------------------------------------------------------------------------------- | --------------------- | --------------------- | --------------------- |
| 2 gorgeous 4U EMULATE MIX              | BREAK BEATS           | SLAKE (Música original creada por prophet-31)                                                  | 170                   |                       |                       |
| 20,november FINAL EDIT                 | HOUSE                 | TATSUYA NISHIWAKI (Música original creada por n.a.r.d.)                                        | 130                   |                       |                       |
| Acid Bomb LATINIZE MIX                 | LATIN HOUSE           | SLAKE (Música original creada por DJ FX)                                                       | 145                   |                       |                       |
| Beginning of life THE GROUND PULSE MIX | TECHNO                | QUADRA (Música original creada por QUADRA)                                                     | 140                   |                       |                       |
| Deep Clear Eyes THE BLEEPING UP MIX    | DRUM'N BASS MIX       | QUADRA (Música original creada por QUADRA)                                                     | 163                   |                       |                       |
| DJ-BATTLE JODLER MIX                   | DJ-BATTLE             | DJ simon (Música original creada por DJ nagureo)                                               | 130-240               |                       |                       |
| Do you love me? FINAL EDIT             | SOUL                  | TATSUYA NISHIWAKI (Música original creada por reo-nagumo)                                      | 100                   |                       |                       |
| e-motion ROMANTIC STYLE                | TRANCE                | dj TAKA (Música original creada por e.o.s)                                                     | 153                   |                       |                       |
| greed eater DEAL WITH IT MIX           | BREAK BEATS           | SLAKE feat. R.C. (Música original creada por the dust fathers)                                 | 150                   |                       |                       |
| jam jam reggae JAM JAM MIX             | REGGAE                | good-cool (Música original creada por jam master '73)                                          | 90                    |                       |                       |
| LOVE SO GROOVY SLEEP MIX               | EXPERIMENTAL          | DJ simon (Música original creada por LOVEMINTS)                                                | 90-240                |                       |                       |
| love's theme of beatmania              | CROSSOVER             | YUKIHIRO FUKUTOMI (Música original creada por Lovemints Unlimited Orchestra)                   | 130                   |                       |                       |
| OVERDOSER FLOTAGE MIX                  | TECHNO                | SLAKE (Música original creada por MIRAK)                                                       | 136                   |                       |                       |
| Salamander Beat Crush mix CRASH MIX    | KONAMIX               | DECADES (Música original creada por nite system)                                               | 165                   |                       |                       |
| SKA a go go SKA CORE MIX               | SKACORE               | KEN MATSUMOTO (Música original creada por THE BALD HEADS)                                      | 170                   |                       |                       |
| u gotta groove FUTURE LATIN MIX        | FUTURE JAZZ           | Tomosuke (Música original creada por DJ nagureo)                                               | 130                   |                       |                       |
| Remezcla licenciada                    |                       |                                                                                                |                       |                       |                       |
| STAY WITH ME BIGBEAT MIX               | BIGBEAT               | dj nagureo (Música original creada por Geoffrey John Beauchamp y Patricia Jude Francis Kensit) | 171                   |                       |                       |
| Originales de Konami                   |                       |                                                                                                |                       |                       |                       |
| ACROSS THE BOARDERS                    | HIPHOP                | B.BANDJ                                                                                        | 91                    |                       |                       |
| alienhead                              | RAVE                  | RAM                                                                                            | 150                   |                       |                       |
| ANALYZE                                | HIPHOP                | B.BANDJ                                                                                        | 93                    |                       |                       |
| GUILTY                                 | TECHNO                | DJ SETUP                                                                                       | 148                   |                       |                       |
| it's so good                           | R&B                   | ASLETICS                                                                                       | 88-95                 |                       |                       |
| KOUYOU                                 | J-SOUL                | youhei                                                                                         | 118                   |                       |                       |
| rock the beatz                         | MIXTURE               | ASLETICS                                                                                       | 100-122               |                       |                       |
| HARDCORE DRUM'N BASS                   | something special     | RAM                                                                                            | 191                   |                       |                       |

## Canciones antiguas
| Nombre                          | Género             | Artista          | BPM              |                  |                  |
| beatmania 2ndMIX                | beatmania 2ndMIX   | beatmania 2ndMIX | beatmania 2ndMIX | beatmania 2ndMIX | beatmania 2ndMIX |
| ------------------------------- | ------------------ | ---------------- | ---------------- | ---------------- | ---------------- |
| Acid Bomb                       | HARD TEKNO         | DJ FX            | 140              |                  |                  |
| Beginning of life               | AMBIENT            | QUADRA           | 110              |                  |                  |
| Deep Clear Eyes                 | DRUM'N BASS MIX    | QUADRA           | 155              |                  |                  |
| Do you love me?                 | BALLAD (JAZZ-SOUL) | reo-nagumo       | 100              |                  |                  |
| e~emotion (2nd MIX)             | RAVE               | e.o.s            | 140-145          |                  |                  |
| Salamander Beat Crush mix       | KONAMIX            | NITE SYSTEM      | 134              |                  |                  |
| SKA a go go                     | SKA                | THE BALD HEADS   | 144-160          |                  |                  |
| beatmania                       |                    |                  |                  |                  |                  |
| 2 gorgeous 4U                   | BREAK-BTS          | prophet-31       | 150              |                  |                  |
| greed eater                     | BREAK-BTS          | The Dust Fathers | 112              |                  |                  |
| 20,november (single mix)        | HOUSE              | DJ nagureo       | 130              |                  |                  |
| 20,november (radio edit)        | HOUSE              | DJ nagureo       | 130              |                  |                  |
| jam jam reggae                  | REGGAE             | jam master '73   | 90               |                  |                  |
| LOVE SO GROOVY                  | SOUL               | LOVEMINTS        | 141              |                  |                  |
| LOVE SO GROOVY (12inch version) | SOUL               | LOVEMINTS        | 141              |                  |                  |
| OVERDOSER (romo mix)            | TECHNO             | MIRAK            | 132              |                  |                  |
| OVERDOSER (ambient mix)         | TECHNO             | MIRAK            | 134              |                  |                  |
| u gotta groove                  | HIP-HOP            | DJ nagureo       | 94-100           |                  |                  |